# Ezüstsávos sodrómoly
Az ezüstsávos sodrómoly (Ptycholoma lecheana) a valódi lepkék (Glossata) alrendjébe tartozó sodrómolyfélék (Tortricidae) családjának Magyarországon is honos faja.

## Elterjedése, élőhelye
Honos egész Európában (Angliában is), de Kis-Ázsiában és a Kaukázuson túl is megtalálták.
Magyarországon főleg a domb- és hegyvidékeken általános.

## Megjelenése
Feketés vörösbarna szárnyát ezüstös keresztszalagok díszítik. A szárny fesztávolsága 16–23 mm.

## Életmódja
Hazánkban egy évben egy nemzedéke nő fel úgy, hogy a fiatal (L3) hernyók szövedékgubóban telelnek át a fák koronájában. Rügyfakadáskor behatolnak a rügybe, majd a hajtás belsejében rágnak tovább. Már április–májusban bebábozódnak az összeszőtt hajtásban vagy az összegöngyölt levelekben, és május második felében rajzanak. Petéikből két héten belül kikelnek a hernyók, és a tápnövény leveleit, ritkábban a gyümölcsöt kezdik rágni, majd a fa koronájába vonulnak, és elkészítik telelő gubójukat. Hazánkban szinte állandó tagja a gyümölcsösök tavaszi molylepkeegyüttesének.
Magyarországon az alábbi gyümölcsfákon figyelték meg:
- alma,
- birs,
- mandula,
- kajszi,
- cseresznye,
- meggy,
- málna.

Külföldön leírták számos egyéb tápnövényét is:
- nyár,
- bükk,
- juhar,
- szil,
- fűz,
- berkenye,
- hárs,
- kőris,
- galagonya stb.

A lombkorona- és cserjeszint polifág faja.